# Trioxys raychaudhurii
Trioxys raychaudhurii är en stekelart som beskrevs av Bhagat 1990. Trioxys raychaudhurii ingår i släktet Trioxys och familjen bracksteklar. Inga underarter finns listade i Catalogue of Life.